# Robert Swink
Robert E. Swink (* 3. Juni 1918 in Rocky Ford, Colorado; † 15. August 2000 in Santa Maria, Kalifornien) war ein US-amerikanischer Filmeditor.

## Leben
1927 kam Robert Swink mit seiner Familie nach Hollywood. Nach Beendigung der Schule lehnte er ein Football-Stipendium ab und ging dafür lieber bei RKO Pictures in die Ausbildung zum Filmschnitt. Dort blieb er bis nach dem Zweiten Weltkrieg. Während des Krieges diente er in einer Spezialabteilung der US Army; er war für den Schnitt von Trainingsfilmen verantwortlich.
1944 begann Swink, Kinofilme zu bearbeiten. Sein Wechsel zu Paramount im Jahr 1952 brachte ihn mit Regiegrößen wie William Wyler, Richard Fleischer, John Frankenheimer, George Stevens und Franklin J. Schaffner zusammen. Unter Wyler erlangte er auch seine erste Oscarnominierung (1954 für Ein Herz und eine Krone). Zwei weitere Nominierungen kamen 1969 für Funny Girl und 1979 für The Boys from Brazil.
Fünfmal war er als Second-Unit-Regisseur am Set, doch den Sprung in den Regiestuhl schaffte er nicht. Die Qualität seiner Arbeiten sprach für sich, so dass er auch weiterhin von Regisseuren, mit denen er schon gearbeitet hatte, engagiert wurde. 1981, nach den Arbeiten zu dem Film Der Fluch der Sphinx wollte Swink sich zurückziehen. Doch der Regisseur Franklin J. Schaffner bewog ihn dazu, die Schnittarbeiten für seinen nächsten Film zu überwachen. Allerdings blieb der Film And They’re Off unveröffentlicht. Ein letztes Mal kam Swink 1989 zurück zum Film. Nachdem Schaffner in der Post-Produktions-Phase seines Filmes Welcome Home – Ein Toter kehrt zurück verstorben war, war es für die Studiobosse eine logische Konsequenz, die Endmontierung des Filmes dem bevorzugten Editor des Regisseurs zu überlassen.
Am 15. August 2000 verstarb Robert Swink an den Folgen eines Herzschlages.

## Filmografie (Auswahl)
- 1947: Die lange Nacht (The Long Night)
- 1948: Geheimnis der Mutter (I Remember Mama)
- 1950: Never a Dull Moment
- 1951: Auf Bewährung freigelassen (The Company She Keeps)
- 1951: Polizeirevier 21 (Detective Story)
- 1952: Um Haaresbreite (The Narrow Margin)
- 1952: Carrie
- 1952: Stadt im Würgegriff (The Captive City)
- 1953: Ein Herz und eine Krone (Roman Holiday)
- 1954: Zeugin des Mordes (Witness to Murder)
- 1955: Straße des Terrors (Crashout)
- 1955: An einem Tag wie jeder andere (The Desperate Hours)
- 1956: Lockende Versuchung (Friendly Persuasion)
- 1957: Das nackte Gesicht (The Young Stranger)
- 1958: Weites Land (The Big Country) auch Second-Unit-Regie
- 1959: Das Tagebuch der Anne Frank (The Diary of Anne Frank)
- 1961: Chefarzt Dr. Pearson (The Young Doctors)
- 1961: Infam (The Children’s Hour)
- 1963: Kapitän Sindbad (Captain Sindbad)
- 1964: Der Kandidat (The Best Man)
- 1965: Der Fänger (The Collector) auch Second-Unit-Regie
- 1966: Wie klaut man eine Million? (How to Steal a Million)  auch Second-Unit-Regie
- 1967: Der tolle Mr. Flim-Flam (The Flim-Flam Man)
- 1968: Funny Girl
- 1970: Das einzige Spiel in der Stadt (The Only Game in Town) Second-Unit-Regie
- 1970: Die Glut der Gewalt (The Liberation of L. B. Jones)  auch Second-Unit-Regie
- 1972: Die Cowboys (The Cowboys)
- 1972: Endstation Hölle (Skyjacked)
- 1973: Diamantenlady (Lady Ice)
- 1973: Papillon
- 1975: Mit Dynamit und frommen Sprüchen (Rooster Cogburn)
- 1976: Schlacht um Midway (Midway)
- 1976: Inseln im Strom (Islands in the Stream)
- 1977: Inseln im Strom (Islands in the Stream)
- 1978: U-Boot in Not (Gray Lady Down)
- 1978: The Boys from Brazil
- 1979: Zwei in Teufels Küche (The In-Laws)
- 1979: Die Rentner-Gang (Going in Style)
- 1981: Der Fluch der Sphinx (Spinx)
- 1989: Welcome Home – Ein Toter kehrt zurück (Welcome Home)

## Nominierungen und Auszeichnungen
- 1954: Oscar-Nominierung für Ein Herz und eine Krone
- 1969: Oscar-Nominierung für Funny Girl
- 1979: Oscar-Nominierung für The Boys from Brazil
- 1993: Auszeichnung seines Lebenswerkes mit dem Career Achievement Award durch die American Cinema Editors (A.C.E.)